# Shipka
Shipka (en búlgaro: Шипка) es una ciudad del centro de Bulgaria, en el municipio de Kazanlak, provincia de Stara Zagora. Tiene una población estimada, a fines de 2020, de 1176 habitantes.
Se ubica en la falda del parque nacional de los Balcanes Centrales, a 650 metros sobre el nivel del mar.
La ciudad es conocida por albergar el histórico Paso de Shipka, donde múltiples batallas han acontecido como la Guerra ruso-turca de 1877-78. Algunos monumentos locales incluyen el Memorial de Shipka en la cima de Stoletov (1934), el Monumento Buzludja, la iglesia al estilo ruso de Shipka (1885-1902) y la tumba tracia de Golyamata Kosmatka, recientemente descubierta.
La mayoría de la población es de etnia búlgara y su religión es cristiana ortodoxa, con una notable minoría de sarakatsani, pueblo nómada de habla griega con orígenes inciertos.

## Geografía
Está situada a una altitud de 575 m s. n. m., a 232 km de la capital nacional, Sofía.
|         | 2004  | 2005  | 2006  | 2007  | 2008  | 2009  | 2010  | 2011  | 2020  |
| Mujeres | 824   | 848   | 838   | 806   | 796   | 791   | 780   | 678   | n/d   |
| Varones | 719   | 731   | 727   | 721   | 701   | 694   | 686   | 632   | n/d   |
| Total   | 1 543 | 1 579 | 1 565 | 1 527 | 1 497 | 1 485 | 1 466 | 1 310 | 1 176 |